# Nancras
Nancras /nɑ̃ˈkʁa/ è un comune francese di 651 abitanti situato nel dipartimento della Charente Marittima nella regione della Nuova Aquitania.

## Società

### Evoluzione demografica
Abitanti censiti